# Stema Turciei

Emblema Turciei (Türkiye arması).

Turcia nu adoptă o stemă oficială, dar reproduce pe pașapoarte și pe clădiri guvernamentale semiluna cu steaua folosită și pe steagul național.

Emblema folosită pe uniformele sportivilor naționali
O altă variantă al emblemei
Stema Imperiului Otoman (1882-1922)
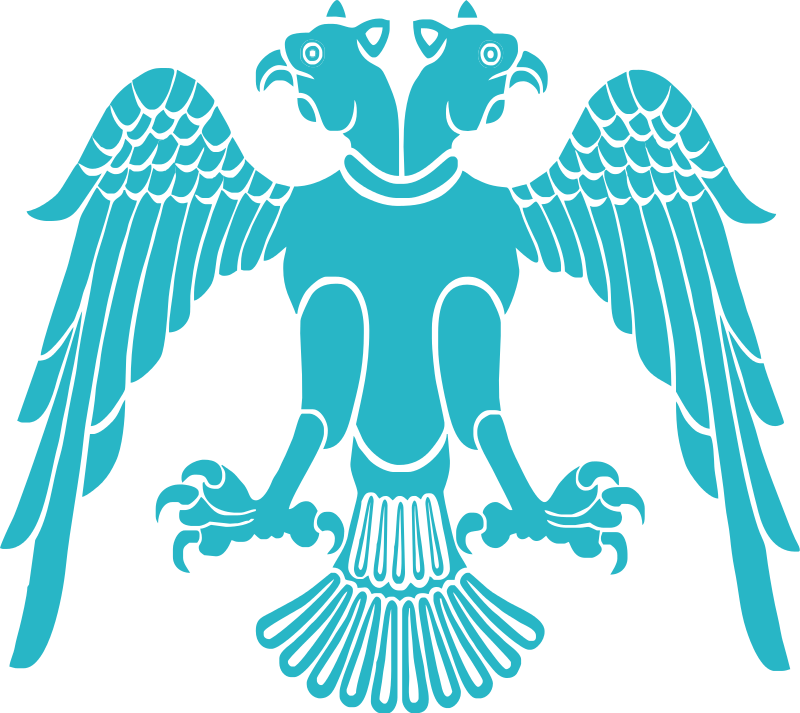
Stema Marelui Imperiu Selgiucid
Stema selgiucidă anatoliană